# La bicicletta blu
La bicicletta blu è una miniserie franco-italiana in tre puntate, ispirata all'omonimo romanzo di Régine Deforges del 1981 e diretta da Thierry Binisti nel 2000. Le riprese si sono svolte dall'agosto al novembre 1999 tra Bordeaux e Parigi. La prima puntata è stata trasmessa in Italia su Rai 2 il 27 giugno 2000.

## Trama
Estate 1939. Léa Delmas è una giovane ragazza bella e spensierata, che vive in una grande tenuta chiamata Montillac, vicino a Bordeaux, dove suo padre Pierre produce vini pregiati. In onore del suo diciassettesimo compleanno Léa riceve dal genitore una bicicletta di colore blu. Léa è innamorata di un vicino, Laurent, che però annuncia di voler sposare Camille. Poco dopo le nozze scoppia la seconda guerra mondiale. Léa incontra un uomo più grande, François Tavernier, avvolto da un'aura misteriosa: egli non le nasconde che vuole farne la sua amante; Lea lo disprezza, anche se si sente stranamente attratta da lui. A Parigi Léa tollera a malapena l'amicizia incondizionata mostratale da Camille, al solo scopo di mantenere un legame con Laurent. Questi, prima di arruolarsi, le fa promettere di vegliare su Camille, che ha una gravidanza a rischio. Quando inizia l'Occupazione, Léa e Camille si uniscono alle migliaia di francesi che si riversano sulle strade in fuga dalla città. Arrivano nei pressi di Montillac e Camille partorisce un figlio maschio, che viene chiamato con lo stesso nome del padre. La villa di Montillac viene occupata dai nazisti. Léa si trova così al centro di complesse situazioni: l'ansia per Laurent che è al fronte, la convivenza con Camille, la gestione della tenuta, la relazione tra la sorella Françoise e un gerarca tedesco. Léa, rancorosa nei confronti della Germania, decide di entrare nella Resistenza francese, a cui la indirizza suo zio Adrien, un domenicano. L'affascinante Tavernier entra ed esce dalla sua vita. Gli eventi precipitano e Léa si ritrova sempre più sola contro gli orrori della guerra: suo padre viene fucilato dai nazisti; Mathias, suo amico d'infanzia diventato collaborazionista, le usa violenza; Camille viene incarcerata in quanto moglie di un sovversivo. Arriva la Liberazione: Camille, nel frattempo, è rimasta uccisa, e così Adrien e Mathias. Dopo un rocambolesco viaggio fino a Parigi, Lèa riporta il figlio di Camille a Laurent, nei confronti del quale l'antica infatuazione si è ormai spenta. Insieme a sua sorella Françoise ritorna a Montillac, per la vendita della proprietà. La casa è deserta, in stato di abbandono, ma carica di memorie. In giardino, ad attendere Léa, c'è Tavernier, che ha riacquistato la villa per amore della donna.

## Colonna sonora
Le musiche sono state composte da Michel Legrand e durante i titoli di coda è presente il brano La Chanson de Léa interpretato da Liane Foly.

## Filmografia associata
La storia presenta diverse analogie con Via col vento di Victor Fleming (1939).